# Nandopsis vombergae
Espèce
Nandopsis vombergae est un poisson Cichlidae d'Hispaniola.
- Nandopsis vombergae est synonyme de Nandopsis haitiensis

## Référence
Ladiges, 1938 : Cichlosoma vombergi sp. n. eine zweite rezente Cichliden-Art von Santo Domingo. Zoologische Anzeiger 123-1/2 pp 18-20.